# 東区 (大阪市)
東区（ひがしく）は、1989年（平成元年）まで大阪府大阪市にあった区。現在の大阪市中央区北部・東部に相当する。

## 概要

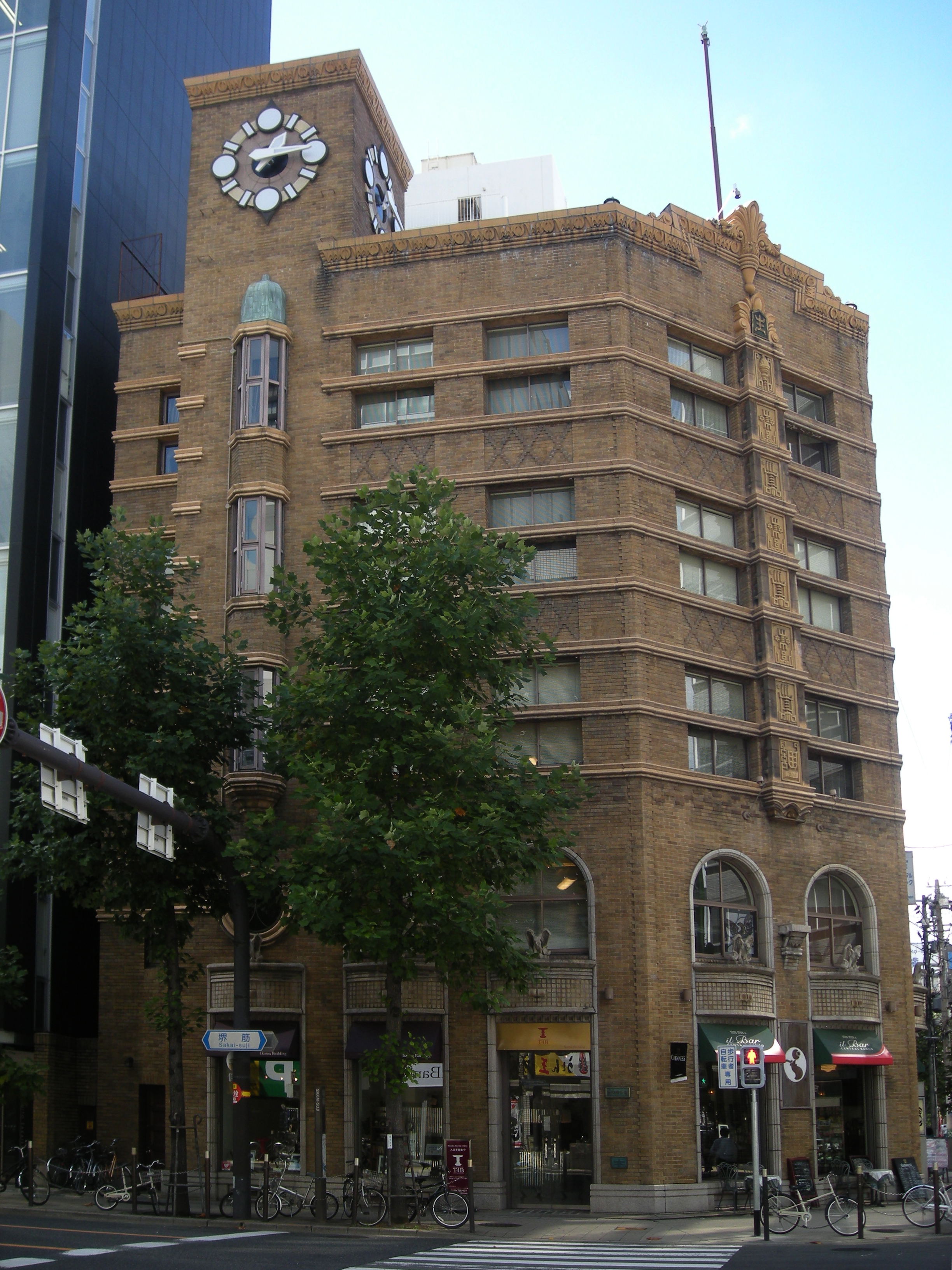
平野町にある生駒時計店の本社生駒ビルヂング

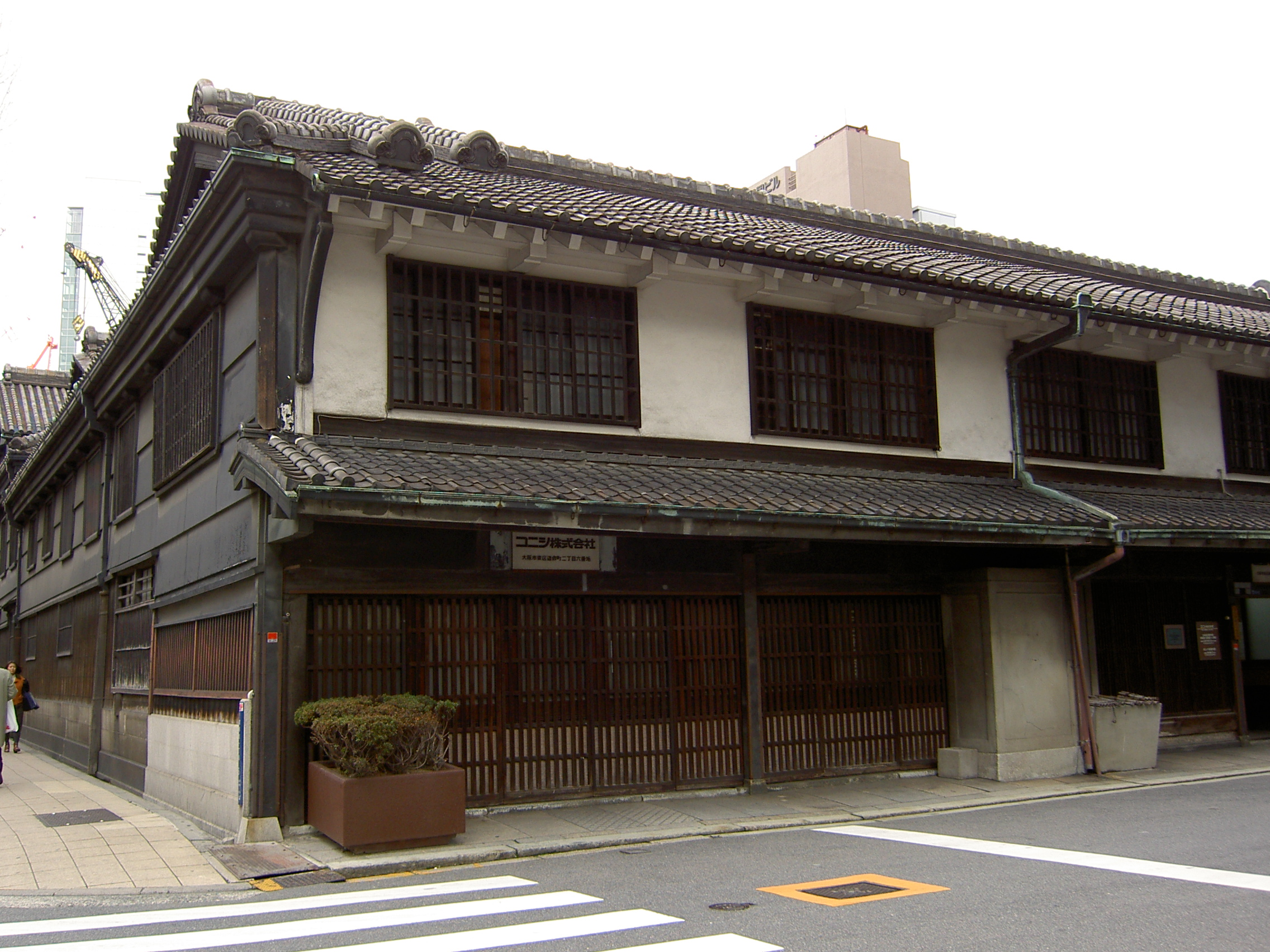
道修町にある旧小西家住宅史料館（小西儀助商店〈現・コニシ〉旧社屋）

東を大阪環状線、南をおおむね長堀通・安堂寺橋通・順慶町通、西を西横堀川（阪神高速1号環状線北行き）、北を土佐堀川・大川・寝屋川に囲まれた、ほぼ長方形の区域であった。郵便番号は東部が540、西部が541。
大阪のシンボルである大坂城や江戸時代から大阪経済の中心地であった船場の大半を管轄していたため、歓楽街のイメージがある南区に対して、ステータス（社会的地位）としての「東区」にこだわる者が現在でも年配者を中心に多い。東区役所の跡地には大阪産業創造館が建っている。

## 歴史
1879年（明治12年）の郡区町村編制法施行により大阪府東区が発足。1889年の市制施行により、そのままの区域と名称で大阪市の下部組織へ移行したが、決して東区が吸収されたわけではなかった。現在のような行政区ではなく、東京市、京都市の区と共に法人格を有し（明治44（1911年）9月市政改正勅令）、選挙で議員を選ぶ独自の「区会（区議会）」を持ち、明治23年（1890年）学事通達により学校設置区（当初は高等小学校、後に実業学校を設置）でもあり、中等教育と財産区を併せ持った性格の法人区であった。
しかし、1940年（昭和15年）4月の地方税法改正により区の独自課税権（徴収権）を奪われ、区立の実業学校「高等東女学校」（現・大阪市立東高等学校）の維持管理ができなくなり、1943年9月太平洋戦争時下、時局の重大性に鑑み、大阪市政の運営とこれの発展向上に寄与するため」「区有財産の大阪市への寄付に関する議案」区会が可決、更には同年11月には、区議会が解散を決議、法人区としての53年の歴史を終えた。
1989年（平成元年）2月13日、南区と統合されて中央区となり、110年に及ぶ歴史の幕を閉じた。

### 年表
- 1869年（明治2年） - 大坂三郷再編により、東大組が発足。
- 1875年（明治8年）4月30日 - 大区小区制施行により、東大組が第1大区となる。
- 1879年（明治12年）2月10日 - 郡区町村編制法施行により、第1大区が東区となる。区役所を備後町2丁目に設置。
- 1880年（明治13年） - 区役所を淡路町1丁目に移転。
- 1886年（明治19年） - 区役所を高麗橋1丁目に移転。
- 1889年（明治22年）4月1日 - 市制施行により、大阪市の行政区へ移行。
- 1897年（明治30年）4月1日 - 大阪市第1次市域拡張により、東成郡玉造町・清堀村・東平野町・西高津村の全域と中本村の猫間川以西・鶴橋村の大阪鉄道（現・JR大阪環状線）以西を東区へ編入。
- 1901年（明治34年） - 区役所を本町1丁目に移転。
- 1925年（大正14年）4月1日 - 上記のうち旧東平野町・西高津村域を天王寺区へ分区。
- 1943年（昭和18年）4月1日 - 旭区より鴫野町の鉄道城東線（現・JR大阪環状線）以西を編入し、城東線以東を城東区・東成区へ、末吉橋通以南を天王寺区へ移譲。
- 1989年（平成元年）2月13日 - 南区と統合され、中央区となる。同日東区廃止。

## 人口
- 1920年　206,121
- 1925年　172,411
- 1930年　166,241
- 1935年　171,263
- 1940年　148,580
- 1945年　  9,875
- 1947年　 20,322
- 1950年　 37,976
- 1955年　 56,523
- 1960年　 59,704
- 1965年　 50,728
- 1970年　 38,564
- 1975年　 28,953
- 1980年　 27,109
- 1985年　 27,585

## 区長
- 傍士定治

## 著名な出身者
- 浅原源七 - 日産自動車社長
- 石井好二郎 - 同志社大学教授、旧東区出身
- 市田忠義 - 参議院議員、日本共産党書記局長
- 岩田久二雄 - 昆虫学者（神戸大学名誉教授）、旧東区船場出身
- 英錦匡男 - 大相撲力士
- 岡田彰布 - 阪神タイガース及びオリックス・バファローズの選手・監督を歴任
- 岡田圭右 - お笑いタレント（ますだおかだ）
- 山茶花究 - 俳優、芸人
- 田中徳三 - 映画監督
- 内藤剛志 - 俳優
- 中井一夫 - 元衆議院議員・神戸市長、旧東区瓦町（船場）出身
- 松尾昭典 - 映画監督